# Osip Mandelstam

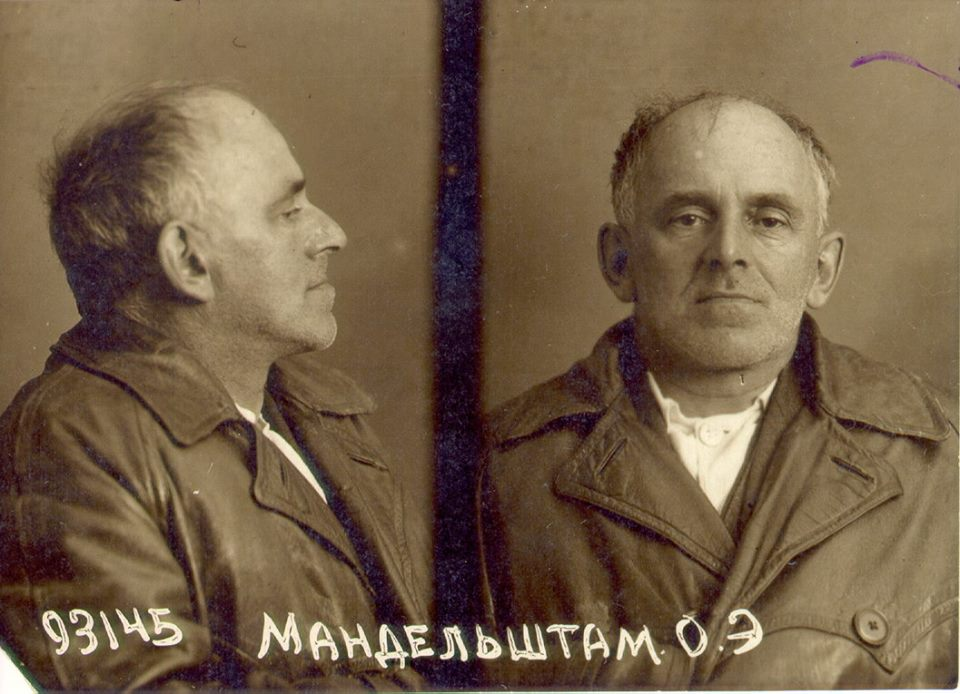
Fotografia de Mandelstam tirada pelo NKVD em 1938

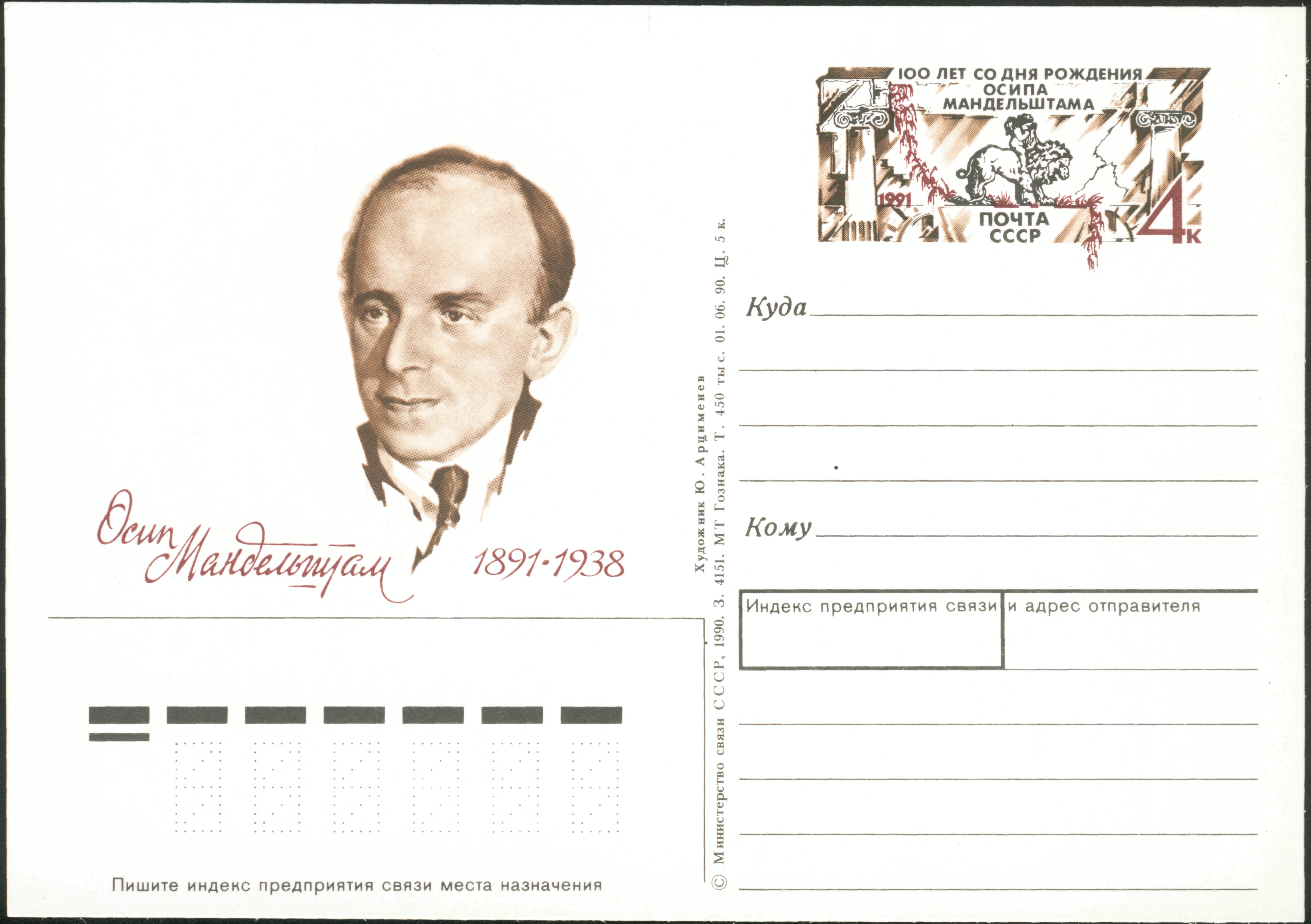
Osip Mandelstam em postal soviético

Osip Mandelstam ou Óssip Mandelshtám (em russo: О́сип Эми́льевич Мандельшта́м, Varsóvia, 14 de janeiro de 1891 — 27 de dezembro de 1938) foi um poeta russo, um dos principais nomes do acmeísmo.
Osip, após um período de afastamento dos agrupamentos literários de então, acabou por falecer num campo de prisioneiros stalinista, em 1938, na Sibéria.
Foi preso em 1934, como consequência de haver escrito um poema satírico chamado Epigrama de Stalin.
Poucos meses depois porém foi solto. Isto provou ser um alívio temporário. Nos próximos anos, Mandelstam escreveu uma coleção de poemas conhecida como a Voronezh Notebooks, que incluiu o ciclo Versos sobre a Soldado Desconhecido. Ele também escreveu vários poemas que pareciam glorificar Stalin (incluindo "Ode a Stalin").
Em 1937, no início do Grande Expurgo, foi acusado novamente de abrigar visões anti-soviéticas e em 5 de maio de 1938 foi preso acusado de "atividades contra-revolucionárias" e quatro meses mais tarde, em 2 de agosto de 1938, Mandelstam foi condenado a cinco anos em campos de trabalhos forçados. Ele chegou à Vtoraya Rechka próximo a Vladivostok no Extremo Oriente da Rússia de onde conseguiu enviar uma nota para Nadejda Mandelstam, sua esposa, pedindo roupas quentes, as quais ele nunca recebeu. A causa oficial de sua morte é uma doença não especificada.
Em 1956 Ossip Mandelstam foi reabilitado e declarado exonerado das acusações feitas contra ele em 1938. Em 28 de outubro de 1987 durante o governo de Mikhail Gorbachev, Mandelstam foi inocentado das acusações de 1934 e portanto, totalmente reabilitado. Em 1977, um planeta menor 3 461 Mandelshtam, descoberto pelo astrônomo soviético Nikolai Stepanovich Chernykh, foi nomeado após ele.

## Obras
- Poemas
- Tristia
- O Ruído da Época

## Traduções para o inglês
- Mandelstam, Osip and Struve, Gleb (1955) Sobranie sočinenij (Collected works). New York OCLC 65905828
- Mandelstam, Osip (1980) Poems.  Editado e traduzido por James Greene. (1977) Elek Books, edição revista e ampliada, Granada / Elek de 1980.
- Mandelstam, Osip (1973) Selected Poems, , traduzido por David McDuff, Farrar, Strauss and Giroux (New York) e, com pequenas correções, Rivers Press (Cambridge)
- Mandelstam, Osip (1977) 50 Poems,traduzido por Bernard Meares com um ensaio introdutório de Joseph Brodsky . Livros Persea (New York)
- Mandelstam, Osip (1973) The Complete Poetry of Osip Emilevich Mandelstam, , traduzido por Burton Raffel e Burago Alla. State University of New York Press (EUA)
- Mandelstam, Osip (1981) Stone, traduzido por Robert Tracy. Princeton University Press (EUA)
- Mandelstam, Osip (1976) Octets 66-76, traduzido por Donald Davie, Agenda vol. 14, no. 2, 1976.
- Mandelstam, Osip (1973) The Goldfinch. Introdução e tradução por Donald Rayfield. The Menard Press
- Mandelstam, Osip (2000) O rumor do tempo/Viagem a Armenia, tr. Paulo Bezerra , Editora 34.
- Mandelstam, Osip (1993, 2002) The Noise of Time: Selected Prose, traduzido porClarence Brown, Northwestern University Press; Reprint edition ISBN 0-8101-1928-5